# Stalachtis phaedusa
Stalachtis phaedusa is een vlindersoort uit de familie van de prachtvlinders (Riodinidae), onderfamilie Riodininae.
Stalachtis phaedusa werd in 1818 beschreven door Hübner.